# Déménagement de la base américaine de Futenma

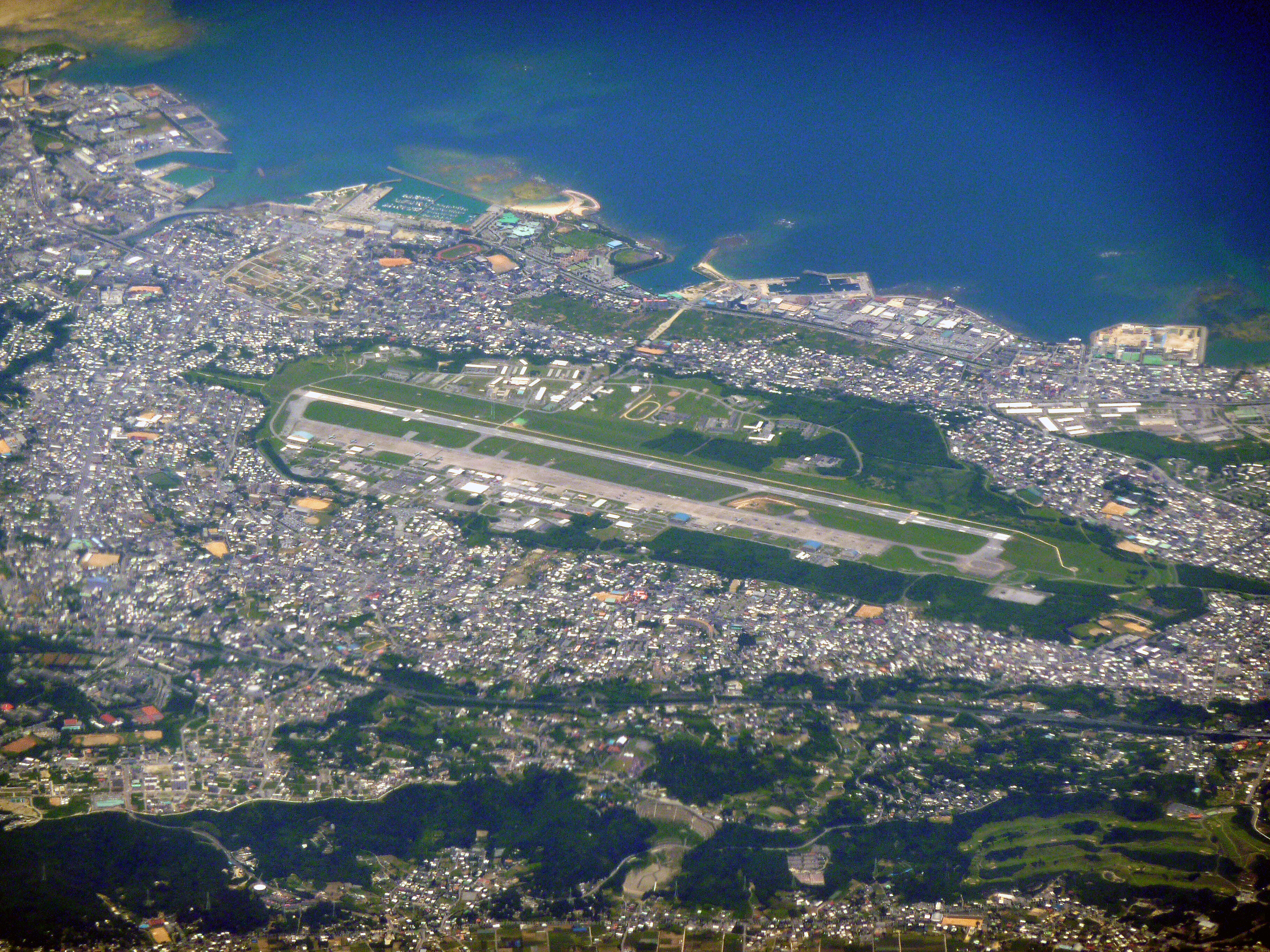
Vue aérienne de la MCAS Futenma (2010)

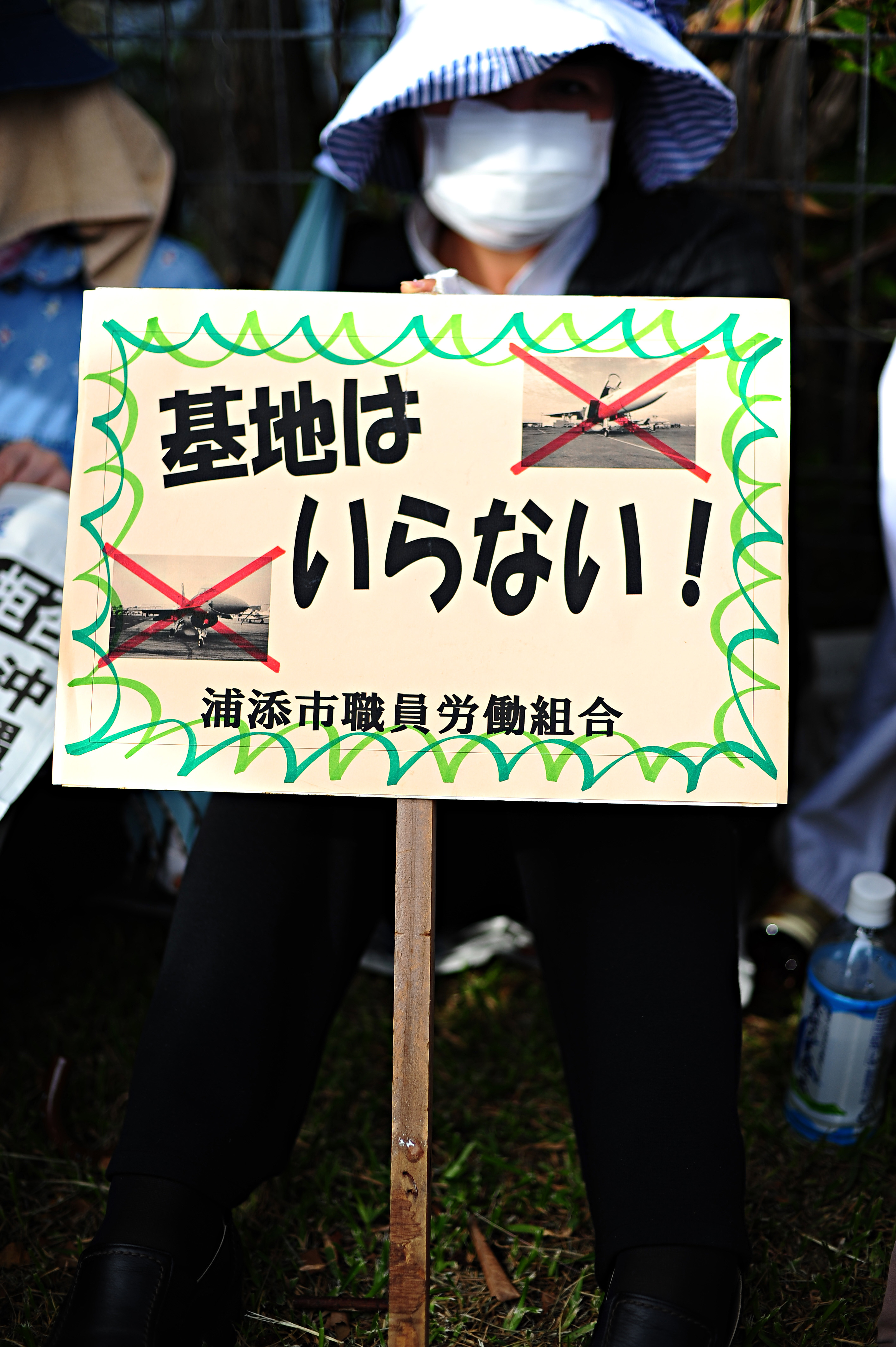
Manifestants contre les bases américaines, à Ginowan (2009)

Le déménagement de la base américaine de Futenma (base appelée Marine Corps Air Station Futenma ou MCAS Futenma), au Japon, est étudié depuis les années 1990. La base est actuellement située dans la municipalité de Ginowan (93 661 habitants) sur l'île d'Okinawa, dans l'archipel du même nom.

## Présentation
Le territoire de la préfecture d'Okinawa constitue 0,6 % du Japon physique, mais 75 % des bases américaines du pays y sont situées, représentant 18 % de la superficie de l'île principale,. L'île d'Okinawa est ainsi la partie du Japon où la présence militaire américaine est la plus élevée sans discontinuer depuis la fin de la Seconde Guerre mondiale, avec plus de 23 000 hommes en 2014,.
La relocalisation de la base constitue un sujet de première importance dans les débats de politique intérieure autant que de politique étrangère, au Japon. Les divers projets ayant trait à une relocalisation au sein de l'île rencontrent une opposition massive dans l'archipel d'Okinawa, et notamment celle de son gouverneur en date, Takeshi Onaga.

## Histoire

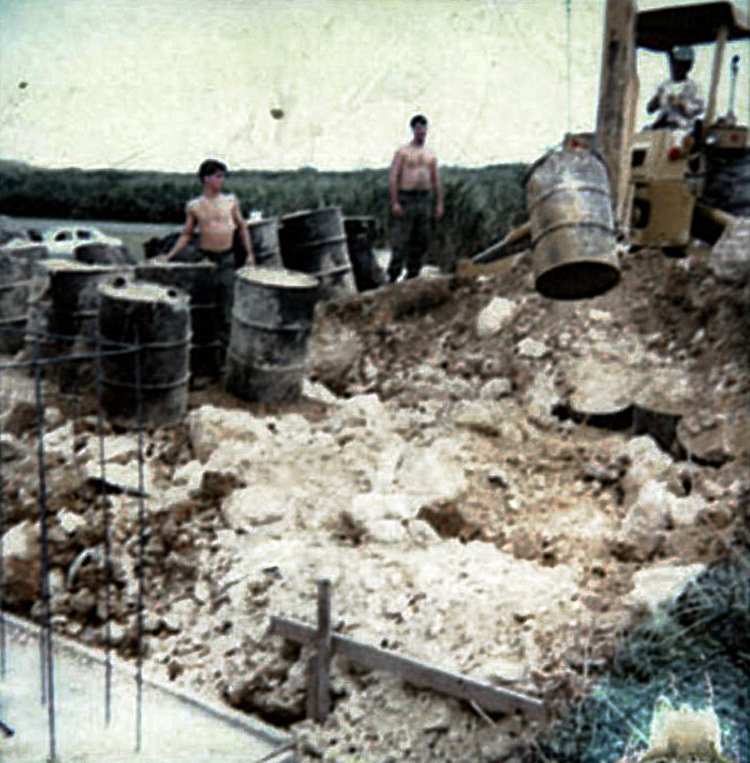
Séquelles chimiques de la Guerre du Viet-Nam : découverte (été 1981, sur l'ancienne base de plus de 100 barils d'agent orange, dégradés et fuyant, qui avaient été enfouis et oubliés, au lieu d'être incinérés sur un navire incinérateur en mer

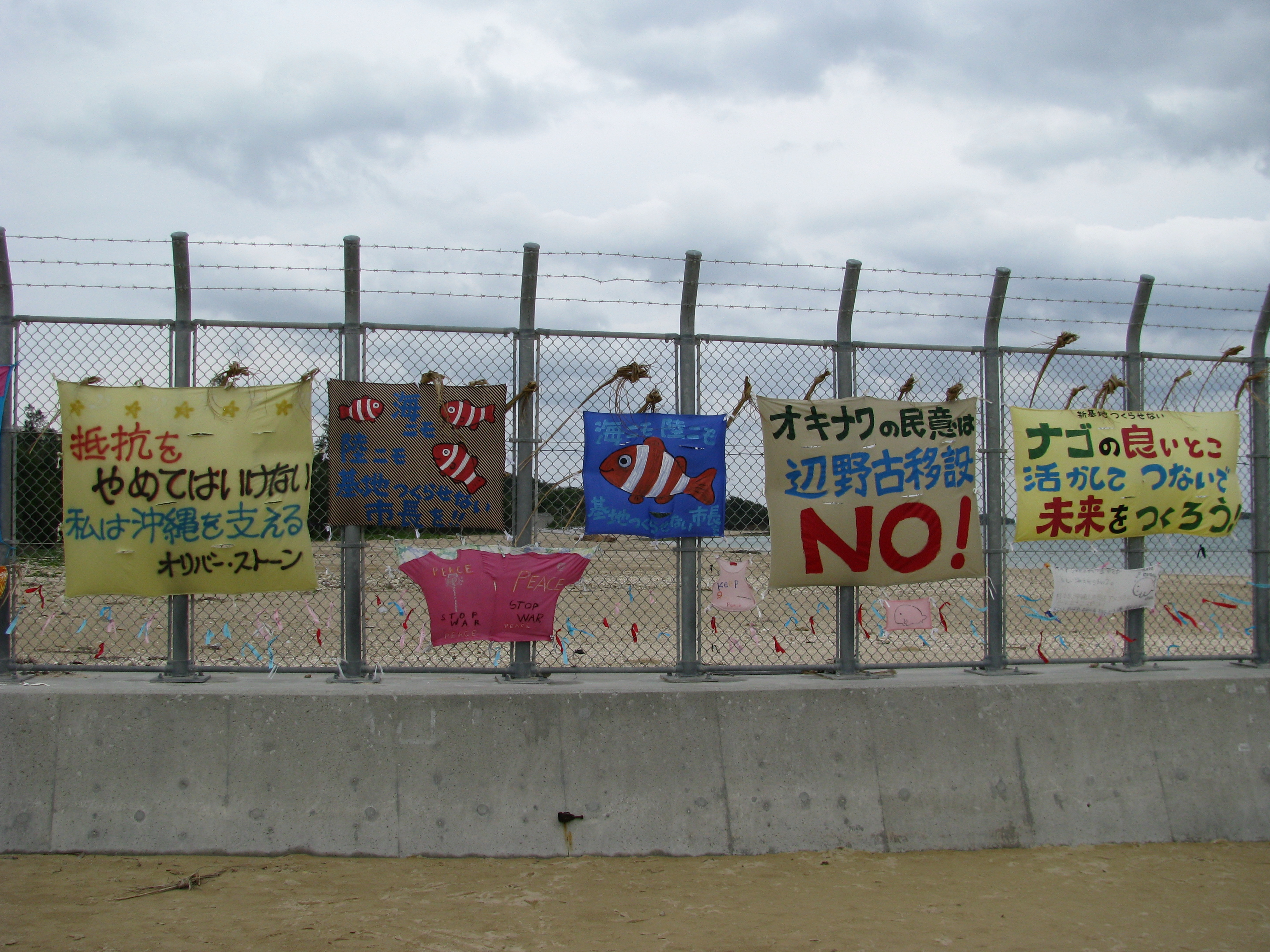
Affiches contre la base de Henoko, à Henoko, en 2013.

En décembre 1996, le gouvernement japonais et le gouvernement américain ont décidé de relocaliser la base de Futenma, depuis Ginowan vers la municipalité de Nago, au nord d'Okinawa, avec pour objectif déclaré de « soulager le sud de l'île ». Le site de la relocalisation en cours est la baie d'Oura, dans le village côtier d'Henoko. On envisagea également brièvement en 2009 l'île déserte de Mage-shima. 
La décision est très controversée : elle rencontre d'une part une forte opposition aux bases américaines (et à ce déménagement en particulier) au sein de la population d'Okinawa, laquelle s'est largement prononcée contre cette relocalisation à Henoko par référendum dès 1997. D'autre part, l'occupation du nouveau site par une base aéro-navale impliquerait la destruction d'un récif corallien, et de zones marines habitées par le dugong,, un mammifère marin dont l'espèce est protégée par les lois japonaises comme américaines,.
L'opposition au déménagement vers Henoko a reçu le soutien de personnalités comme le cinéaste Hayao Miyazaki, Oliver Stone, Ryūichi Sakamoto ou Kenzaburō Ōe. Ainsi, un groupe de vingt-deux intellectuels, dont le Prix Nobel de littérature, a signé le 1er avril 2015 une déclaration dans laquelle ils estiment que l’attitude du gouvernement central japonais est « une insulte à la population d’Okinawa et est une atteinte à la démocratie et aux principes de l’autonomie locale ».
Malgré l'opposition rencontrée, les travaux préparatoires ont commencé le 29 octobre 2015. Des manifestations à Tokyo et sur l'île d'Okinawa ont été menées en réponse, au même titre que les recours du gouverneur de l'île, Takeshi Onaga, pour obtenir l'annulation de la décision.
En juin 2016, en réaction au viol et au meurtre d'une Japonaise par un employé américain d'une des bases de l'île, une manifestation rassemble entre 50 000 et 65 000 personnes pour s'opposer à la présence américaine, rendant le déménagement prévu encore plus problématique.
En avril 2017, la construction de digues commence autour du site pour permettre sa construction.
En décembre 2018, les États-Unis commencent le remblaiement de terre-pleins à Henoko pour la construction de la base.